# Абатство Адмонт
Абатство Адмонт е бенедиктински манастир, разположен на река Енс в град Адмонт, Австрия. Най-старият запазен манастир в Щирия, абатство Адмонт съдържа най-голямата монашеска библиотека в света  както и отдавна създадена научна колекция. Абатството е известно със своята барокова архитектура, изкуство и ръкописи.
Местоположението на абатството в близост до границите на планинския национален парк Гесуузе (името Адмонт произлиза от латинския израз „ad montes“, „в планините“) е изключително живописно и красиво.

## История
Посветен на Свети Блез, абатство Адмонт е основано през 1074 г. от архиепископ Гебхард фон Залцбург с наследството на покойната благородничка Хемма фон Гурк. Смята се, че вторият игумен, Жизелберт, е въвел Клюнийската реформа. Друг от ранните игумени, Волфхолд, създава метох за образованието на момичета от благородни семейства. Манастирът процъфтява през Средновековието.
Войните с турците и Реформацията (игумен Валентин е бил длъжен да подаде оставка заради своите реформаторски възгледи) предизвикват продължителен упадък, но с контрареформацията абатството процъфтява за пореден път. В допълнение към средното училище, което по-късно се премества в Юденбург, има факултети по теология и философия.
През 17-и и 18 век абатството достига връх в художествената продуктивност, с произведенията на световноизвестния Брат Бено Хаан (1631 – 1720) и скулптора Джоузеф Стамел (1695 – 1765).
На 27 април 1865 г. катастрофален пожар води до унищожението на почти целия манастир. Макар че монашеските архиви изгарят, библиотеката е спасена. Реконструкцията започва на следващата година, но е завършена едва през 1890 г. 
Икономическите кризи от 30-те години на миналия век принуждават абатството да разпродаде много от своите съкровища, а през периода на националсоциализма манастирът е разпуснат и монасите са изгонени. Въпреки всичко, те успяват да се върнат през 1946 г. и днес абатството отново е процъфтяваща бенедиктинска общност.

## Абатска църква
Настоящата църква е проектирана от архитекта Вилхелм Бюхер, за да замени бившата църква след пожара от 1865 година. Архитектурата е вдъхновена от катедралата Регенсбург и е първата свещена сграда в Австрия в неоготически стил. Включва романски странични врати от 12 век, двете западни кули са високи 67 метра, а фасадата съдържа фигури на свети Бенедикт и Света Сколастика. Фигурата на покровителя на църквата, Свети Блез, стои на върха на западната врата.
Интериорът се състои от централна пътека и две странични пътеки, всяка от които представляват пет странични параклиса и шест олтара. Картината на олтара на Мария, Мария Имакулата, създадена от Мартино Алтомонте (1657 – 1745), е заобиколена от 15 издълбани медальона от броеницата на Джоузеф Стамел. И двете произведения на изкуството са създадени през 1726 г. и оцеляват след пожара от 1856 година.
Статуя на Сейнт Блез стои на върха на високия олтар от бял мрамор. Хорът е украсен с гоблени от началото на 18 век от Бено Хаан.

## Общността днес
Общността в Адмонт се състои от 27 монаси под ръководството на игумен Бруно Хубл. Абатството отговаря за 27 енории, ръководи средно училище с около 600 ученици и дом за стари хора във Фрауенберг. В различните му предприятия работят около 500 души, а също така поема управлението на музеите и колекциите, подробно описани по-долу.

## Библиотека
Залата на библиотеката, построена през 1776 г. по проект на архитекта Джоузеф Хюбер, е дълга 70 метра, широка 14 метра и висока 13 метра и е най-голямата манастирска библиотека в света. Съдържа около 70 000 тома от цялата собственост на манастира от ок. 200 000 тома. Таванът се състои от седем куполи, украсени със стенописи. показващи етапите на човешкото познание до върха на Божественото Откровение. Светлината е осигурена от 48 прозорци и се отразява от цветова схема на злато и бяло. Архитектурата и дизайна изразяват идеалите на Просвещението, срещу които скулптурите на Джоузеф Стамел от „Четирите последни неща“ правят поразителен контраст.
Абатството притежава над 1400 ръкописа, най-старият от които от абатството на Свети Петър в Залцбург, е подарък от основателя, архиепископ Гебхард, и придружава първите монаси, които се заселват тук, както и над 900 инкунабули.

## Погребани
- Гебхард фон Залцбург
- Енгелберт фон Адмонт
- Анастасия Ярославна

## Музеи
От периода на барока абатите са натрупали колекция от „куриози“ и научни образци от различни видове, които са напълно унищожени при пожара от 1865 година. Като част от реконструкцията, отец Габриел Стробл решава да замени загубените колекции и така образува ядрото на съвременните музеи. Самият отец Стробл е ботаник, но също така работи върху изграждането на колекцията от насекоми, дотолкова, че става един от големите ентомолози на своето време. Природонаучният музей сега съдържа над 250 000 екземпляра от насекоми, включително една от трите най-големи колекции от мухи. Има и други колекции от, например, минерали и скали и екзотични видове.
Абатството също помещава в две големи художествени колекции от историческо и модерно изкуство. Историческата колекция на изкуствата е създадена през 1959 г. от отец Адалберт Краузе и оттогава е значително увеличена. Настоящият музей е открит през 2003 г. Колекцията включва църковно изкуство като например много произведения на църковна бродерия на известния майстор Бено Хаан и на скулптора от абатството Джозеф Стамел.
От 1997 г. абатството създава и колекция от съвременно изкуство, създадена до голяма степен от млади австрийски художници и често специално проектирана за помещенията на абатството.

## Галерия
- Абатство Адмонт на река Енс
- Литография на Йосиф Франц Кайзер, 1825 г.
- Маслена живопис на Антон Шифер, 1840 г.
- Handschriften und Inkunabeln
- Ora et labora
- Статуя на Хема
- Розариум
- Разпятие на Адмонт

## Допълнителна информация
- Майкъл Браунщайнер (изд.) Barockbildhauer Josef Stammel 1695 – 1765. Benediktinerstift Admont 1997
- Майкъл Браунщайер, Джералд Унтербергер, П. Уинфрид Шваб, Клостерфюрер / Пътеводител на манастира, Адмонт 2006
- Abt Bruno Hubl, Michael Braunsteiner, Admont, Ein Fotoportät von Rudi Molacek, Admont 2003, ISBN 3-9501594-1-X
- Adalbert Krause Stift Admont. Kolorit, Wien 1974, ISBN 3-85142-001-2
- Списък на Рудолф Стифт Адмонт 1074 – 1974. Festschrift zur Neunhundertjahrfeier. OÖ. Landesverlag, Ried im Innkreis 1974
- Ханес П. Нашенвенг „Адмонт“. В: Die Benediktinischen Mönchs- und Nonnenklöster в Österreich und Südtirol, bearb. фон Улрих Фауст, Уолтрауд Красниг, = Германия Бенедиктина 3/1, Св. Оттилиен 2000, 71 – 188
- Ханес П. Naschenweng „Admont, Frauenkloster“. В: Die Benediktinischen Mönchs- und Nonnenklöster в Österreich und Südtirol, bearb. фон Улрих Фауст, Уолтрауд Красниг, = Германия Бенедиктина 3/1, Св. Оттилиен 2000, 189 – 212
- Bernhard Sebl: Besitz der „toten Hand“. Entziehung und Restitution des Vermögens der Benediktinerstifte Admont и St. Lambrecht. = Veröffentlichungen des Steiermärkischen Landesarchivs 32, Graz 2004
- Йохан Томашек и др. Benediktinerstift Admont. Sehenswürdigkeiten und Sammlungen, Benediktinerstift Admont 1990